# 石狩振興局
| 石狩振興局 管内のデータ    |                                                         |
|                            |                                                         |
| 自治体コード               | 01300-5                                                 |
| 発足                       | 2010年4月1日 （石狩支庁から改組）                       |
| 面積                       | 3,540.06 km² （2024年10月1日）                          |
| 世帯数                     | 1,318,567世帯 （2024年1月1日 住民基本台帳）             |
| 総人口                     | 2,370,266人 （2025年2月28日 住民基本台帳）              |
| 隣接している 振興局管内    | 空知総合振興局 後志総合振興局 留萌振興局 胆振総合振興局 |
| 石狩振興局（旧・石狩支庁） |                                                         |
| 所在地                     | 〒060-8558 札幌市中央区北3条西7丁目（道庁別館）         |
| 外部リンク                 | 石狩振興局                                              |
| 表 話 編 歴                |                                                         |

石狩振興局（いしかりしんこうきょく）は、北海道の振興局の一つ。振興局所在地は札幌市中央区。2010年（平成22年）4月1日、石狩支庁に代わって発足した。

## 概要
北海道地方で最大規模の人口を有し、宮城県（約226万人）を若干上回る（参照）。
札幌市に人口の8割以上が集中している。人口密度は約655人/km2で、道内最高（兵庫県と同等、宮城県の倍以上）となっている。

## 地理

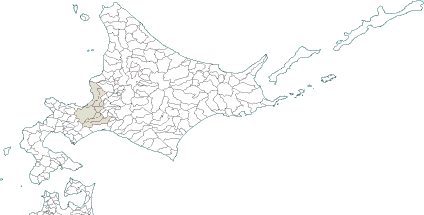
道内における石狩振興局の位置

{{{annotations}}}
南西部は山岳地帯、中央部は石狩川を中心とする石狩平野が広がり、北部は背後に増毛山地を抱える海岸地域である。面積は鳥取県とほぼ同じであり（参照）、道内振興局の中では、檜山振興局、留萌振興局に次いで3番目に狭い。

### 地形

#### 山地
主な山
- 恵庭岳

#### 河川
主な川
- 石狩川
- 千歳川

#### 湖沼
主な湖
- 支笏湖

### 地域
石狩国
- 札幌市：中央区 - 北区 - 東区 - 白石区 - 豊平区 - 南区 - 西区 - 厚別区 - 手稲区 - 清田区
- 江別市
- 北広島市
- 石狩市
- 石狩郡：当別町 - 新篠津村

胆振国
- 千歳市
- 恵庭市

### 人口
5振興局の中では最多かつ、振興局管内の広域業務を所管する空知総合振興局をはじめとする9総合振興局の全てを上回る人口を有しており、併せて14の振興局・総合振興局の中では唯一、人口の増加を続けている。
| |                                            |  |
| 石狩振興局と全国の年齢別人口分布（2005年） | 石狩振興局の年齢・男女別人口分布（2005年） |  |
| ■紫色 ― 石狩振興局 ■緑色 ― 日本全国 | ■青色 ― 男性 ■赤色 ― 女性                  |  |
| 石狩振興局（に相当する地域）の人口の推移 \| 1970年（昭和45年） \| 1,218,106人 \| \| \| 1975年（昭和50年） \| 1,487,629人 \| \| \| 1980年（昭和55年） \| 1,694,196人 \| \| \| 1985年（昭和60年） \| 1,864,671人 \| \| \| 1990年（平成2年） \| 2,024,041人 \| \| \| 1995年（平成7年） \| 2,154,646人 \| \| \| 2000年（平成12年） \| 2,242,564人 \| \| \| 2005年（平成17年） \| 2,310,015人 \| \| \| 2010年（平成22年） \| 2,343,250人 \| \| \| 2015年（平成27年） \| 2,375,449人 \| \| \| 2020年（令和2年） \| 2,396,732人 \| \| |                                            |  |
| 総務省統計局 国勢調査より |                                            |  |
| 1970年（昭和45年） | 1,218,106人                                |  |
| 1975年（昭和50年） | 1,487,629人                                |  |
| 1980年（昭和55年） | 1,694,196人                                |  |
| 1985年（昭和60年） | 1,864,671人                                |  |
| 1990年（平成2年） | 2,024,041人                                |  |
| 1995年（平成7年） | 2,154,646人                                |  |
| 2000年（平成12年） | 2,242,564人                                |  |
| 2005年（平成17年） | 2,310,015人                                |  |
| 2010年（平成22年） | 2,343,250人                                |  |
| 2015年（平成27年） | 2,375,449人                                |  |
| 2020年（令和2年） | 2,396,732人                                |  |

## 歴史

### 沿革
明治
- 1897年（明治30年） - 札幌支庁を設置。

大正
- 1922年（大正11年）8月17日 - 石狩支庁に改称。

昭和
- 1975年（昭和50年） - 石狩町（現・石狩市）樽川地区の一部を小樽市（後志支庁、現・後志総合振興局）へ移管。

平成
- 2008年（平成20年）6月28日 - 北海道議会において､石狩支庁を空知支庁に編入する等､14支庁を9地域に再編し、名称を支庁から地域振興局に改める旨の条例案が可決された｡この条例では、石狩振興局は道央総合振興局（空知支庁より改組）の下に置かれることになっていた。
- 2009年（平成21年）3月31日 - 他の総合振興局への編入対象となった支庁の反発を受け、北海道議会で条例の改正案が可決。これに伴い、振興局は総合振興局と同等の扱い（地方自治法上の支庁）へ改められるとともに、広域で所管することが望ましい業務に関しては隣接する総合振興局の所掌事務とすることが出来るとされた。
- 2010年（平成22年）4月1日 - 石狩支庁が廃止され、石狩振興局が発足。

## 政治

### 行政
石狩振興局管内の市町村は、複合的一部事務組合である札幌広域圏組合を構成していた。同組合では図書館ネットワーク事業や職員研修の合同化等の事業を行っていたが、2019年（令和元年）7月31日に解散した。

### 所管
従来の石狩支庁と同一である。
14支庁を9総合振興局・5振興局へ再編する北海道総合振興局設置条例では空知支庁より改組される道央総合振興局（どうおうそうごうしんこうきょく）の下部組織として設置される予定であったが、根室・日高・檜山・留萌の4支庁管内で「格下げ」に対する反発が生じたことから2009年（平成21年）3月に条例を改正。石狩をはじめとする5振興局については総合振興局と同等の地位（地方自治法上の支庁）とされる一方で「広域で所管することが望ましい業務」に関しては隣接する空知総合振興局が石狩振興局管内を含む石狩・空知地方全域において事務を担当する。
札幌市を中心に都市化が進んでおり、北海道の振興局の中で最多の人口（宮城県と同等以上）と最高の人口密度（兵庫県と同等、宮城県の倍以上）を持っている。

### 部局
- 振興局直轄 （総務課、課税課、納税課）
- 地域創生部 （地域政策課）
- 保健環境部 （社会福祉課（子ども子育て支援室）、環境生活課）
  - 保健行政室 （企画総務課、健康推進課、生活衛生課）
  - 千歳地域保健室 （企画総務課、健康推進課、生活衛生課）
  - 石狩地域保健支所
- 産業振興部 （商工労働観光課、農務課、調整課、整備課、林務課、水産課、建設指導課）
  - 石狩農業改良普及センター
    - 石狩北部支所

  - 石狩地区水産技術普及所
- 森林室 （道民の森課、普及課）
- 北海道江別保健所 （企画総務課、健康推進課、生活衛生課）　*保健環境部に併置
  - 石狩支所 　*保健環境部石狩地域保健支所に併置
- 北海道千歳保健所 （企画総務課、健康推進課、生活衛生課）　*保健環境部千歳地域保健室に併置
- 北海道石狩家畜保健衛生所 （指導課、予防課、病性鑑定課）

## 情報・通信

### マスメディア

#### 新聞社
全国紙

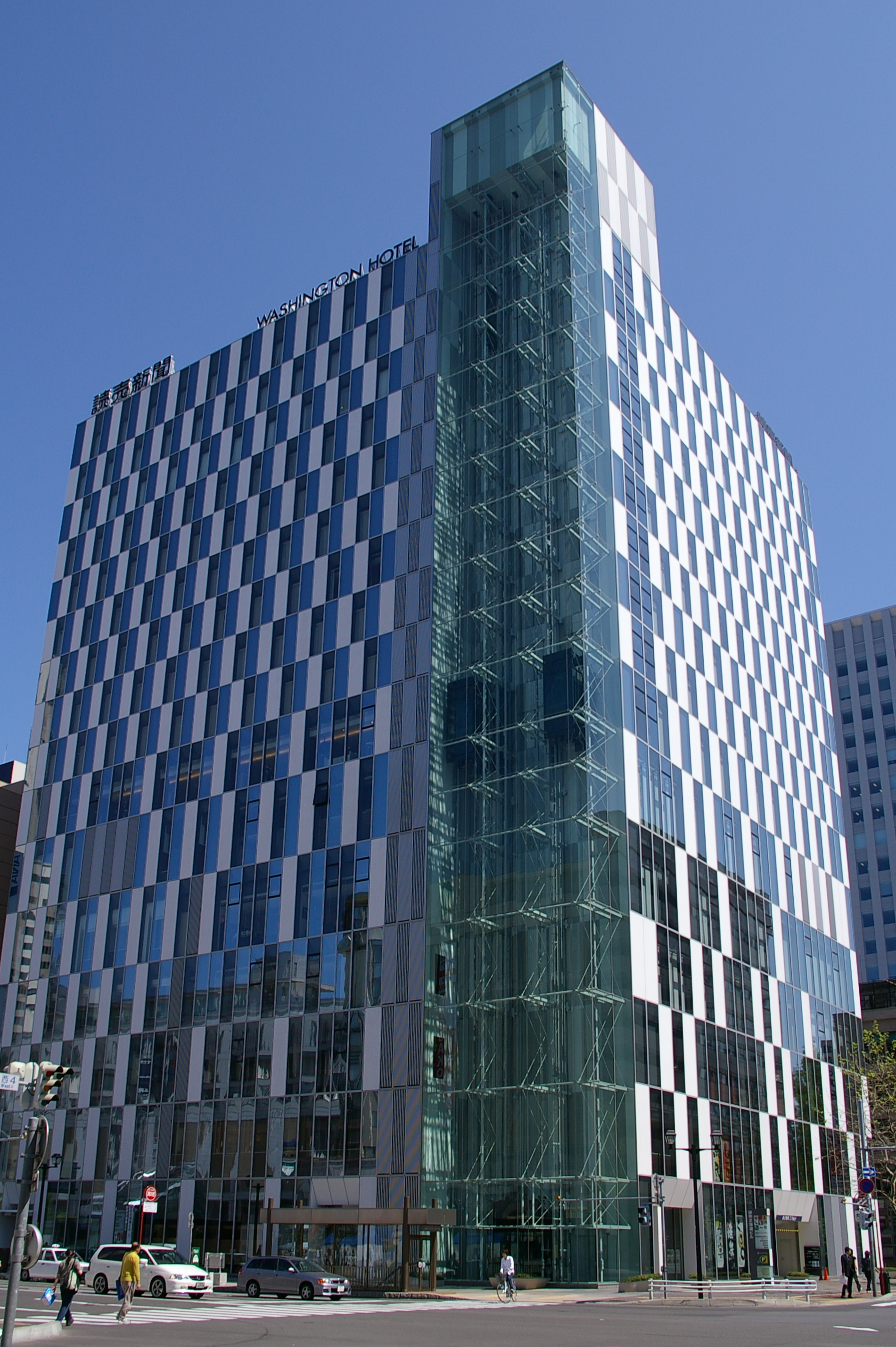
朝日新聞北海道支社
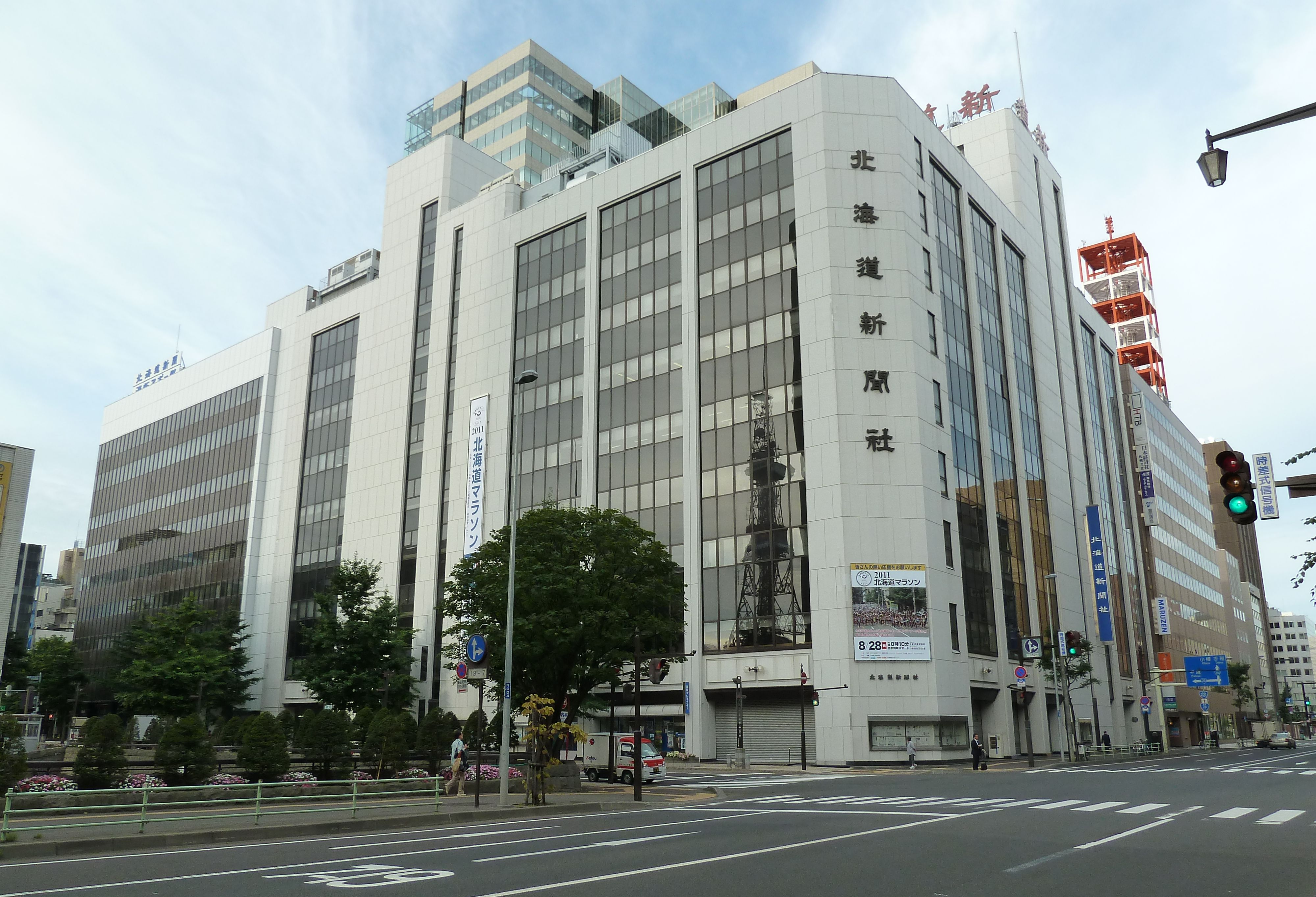
日本経済新聞札幌支社
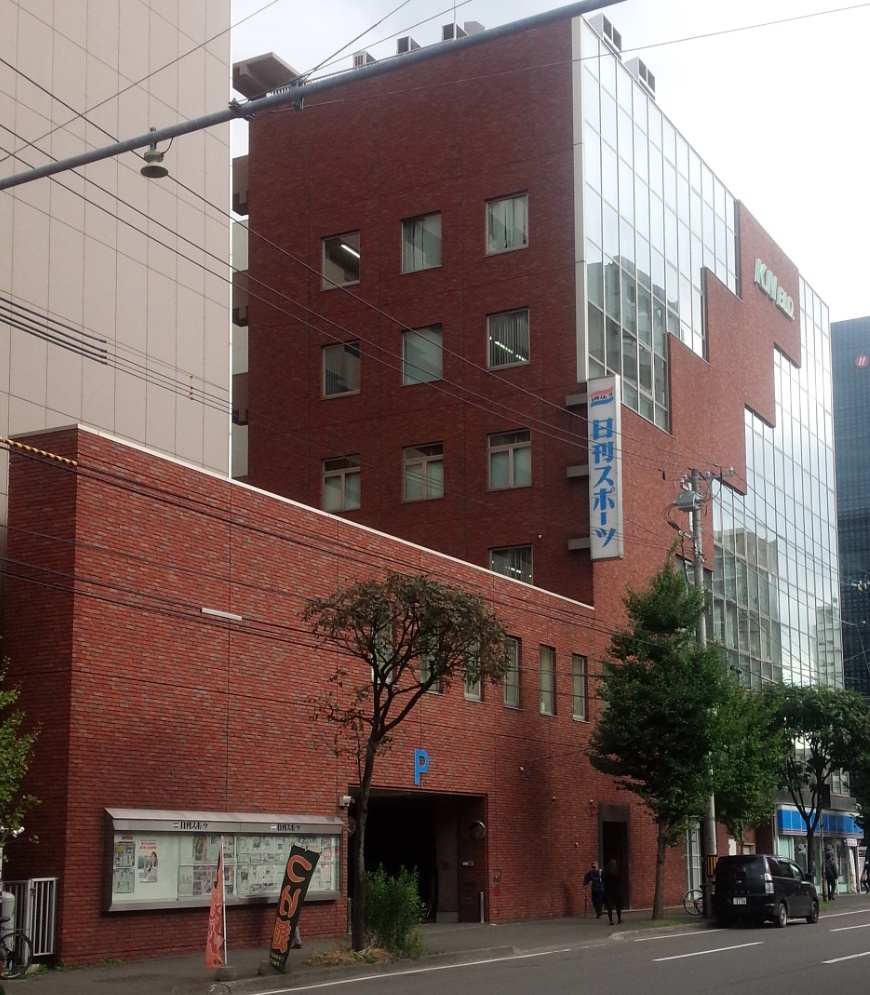
毎日新聞北海道支社
- 読売新聞北海道支社

北海道紙
- エコチル
- えにわ・ちとせ版
- 北海道新聞社
- 北海道日刊スポーツ新聞社
  - 日刊サッポロ
  - 日刊ゲンダイ北海道版
- 北海道通信社
- 北海道建設新聞
- 水産新聞

- 読売新聞北海道支社
- 北海道新聞社
- 北海道日刊スポーツ新聞社

#### 放送局
テレビ
- NHK札幌放送局
- 北海道放送 札幌放送局
- 札幌テレビ放送 札幌放送局
- 北海道テレビ放送
- 北海道文化放送
- テレビ北海道

※全局音声多重放送実施。
ラジオ局
- AM
  - NHKラジオ第1　札幌
  - NHKラジオ第2　札幌
  - 北海道放送（HBCラジオ）
  - STVラジオ
- FM
  - NHK-FM　札幌
  - エフエム北海道 (AIR-G)
  - NORTH WAVE

※ 石狩市北部方面や苫小牧市寄りの地域を除く地域では、石狩管内にあるコミュニティFM10局をほぼすべて受信できる。

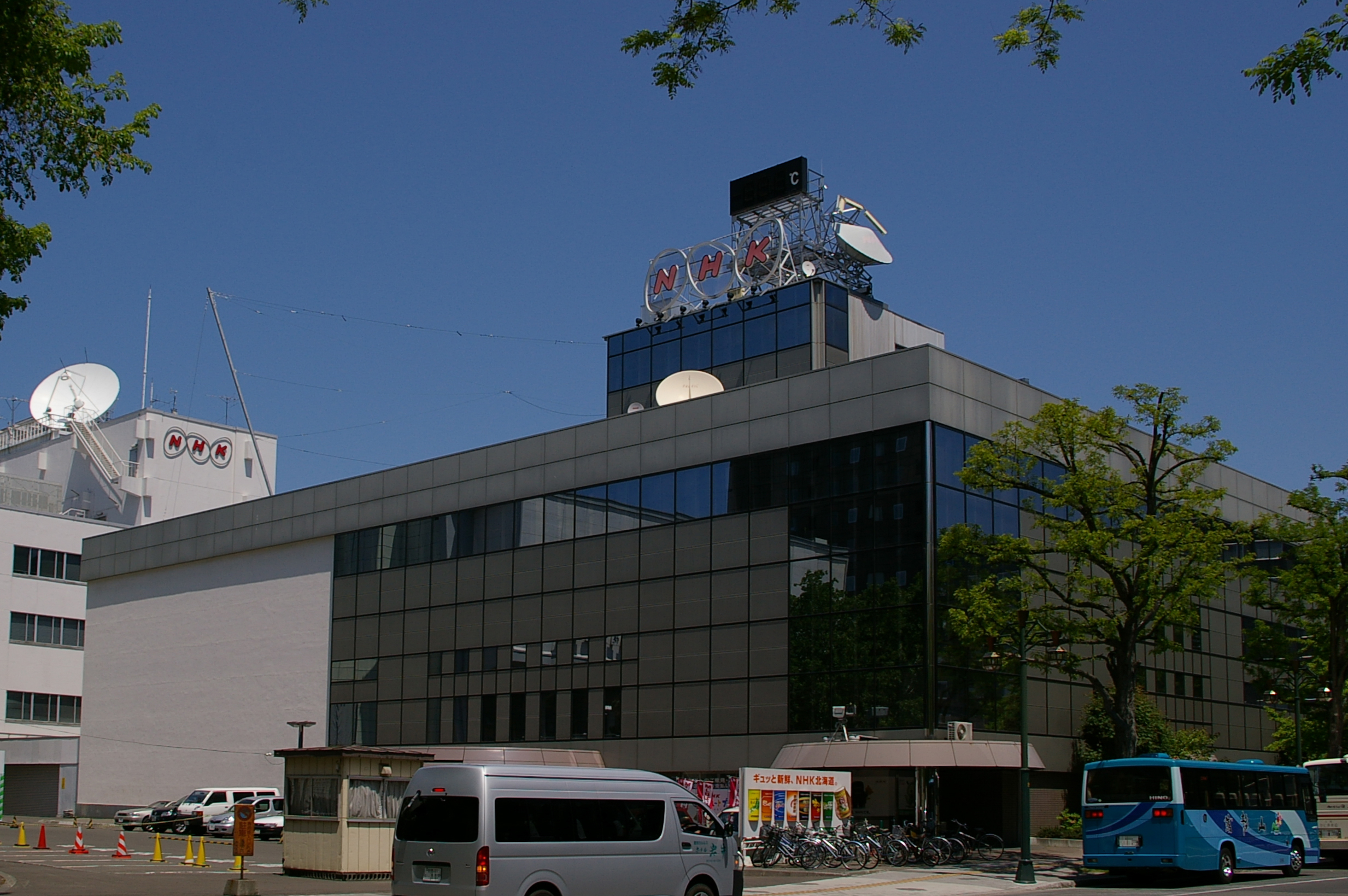
NHK札幌放送局旧本館
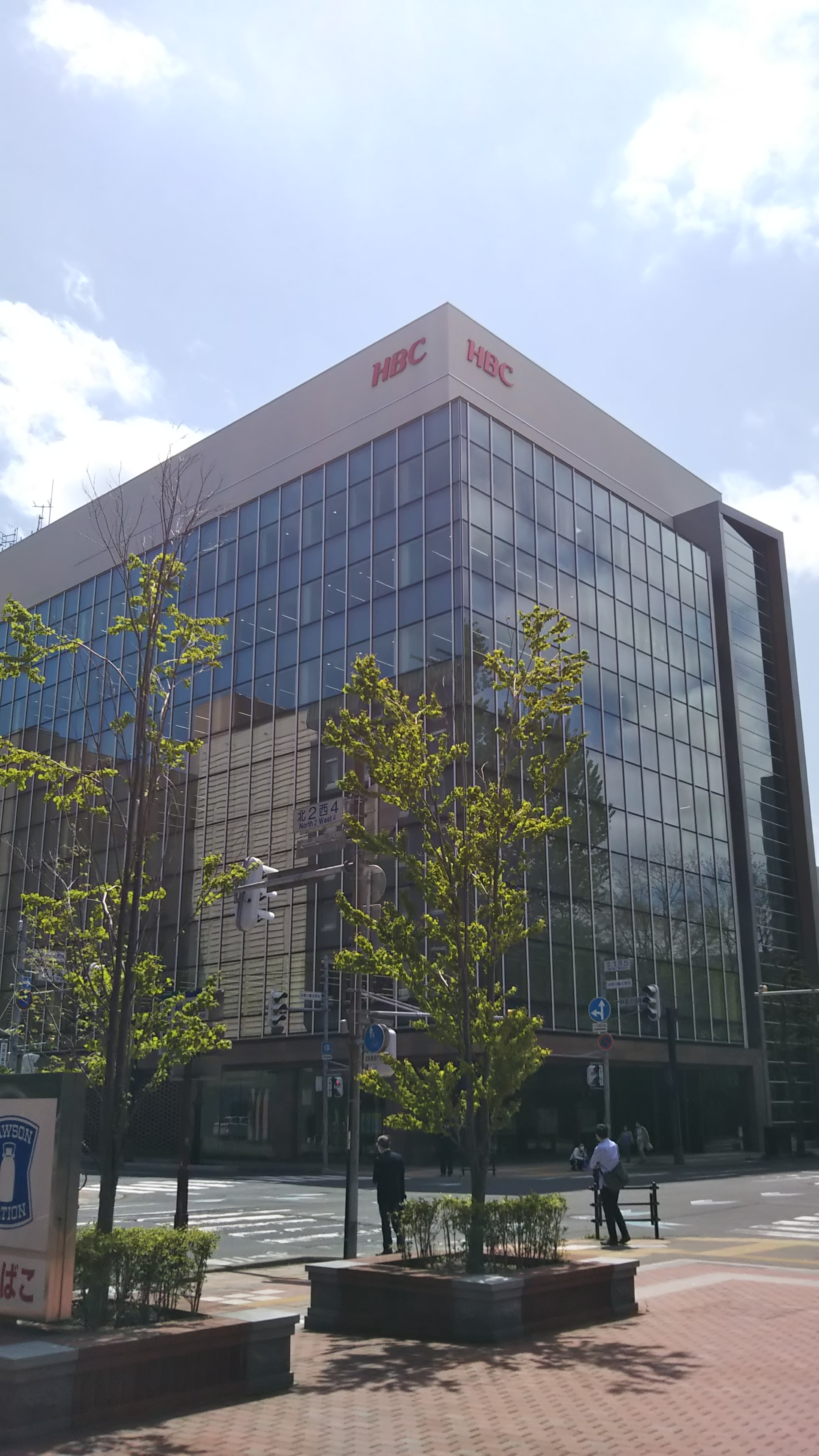
北海道放送
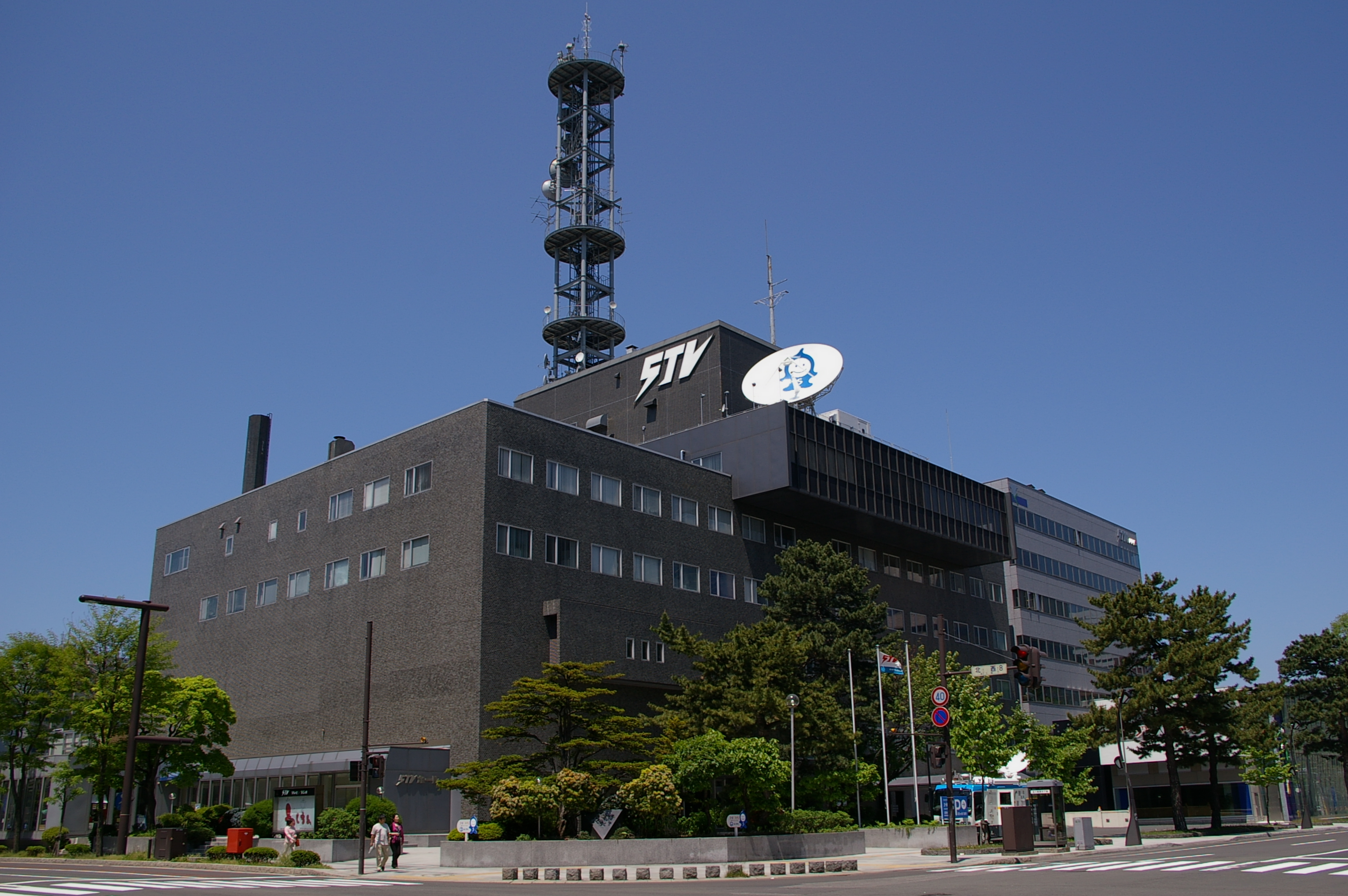
札幌テレビ放送
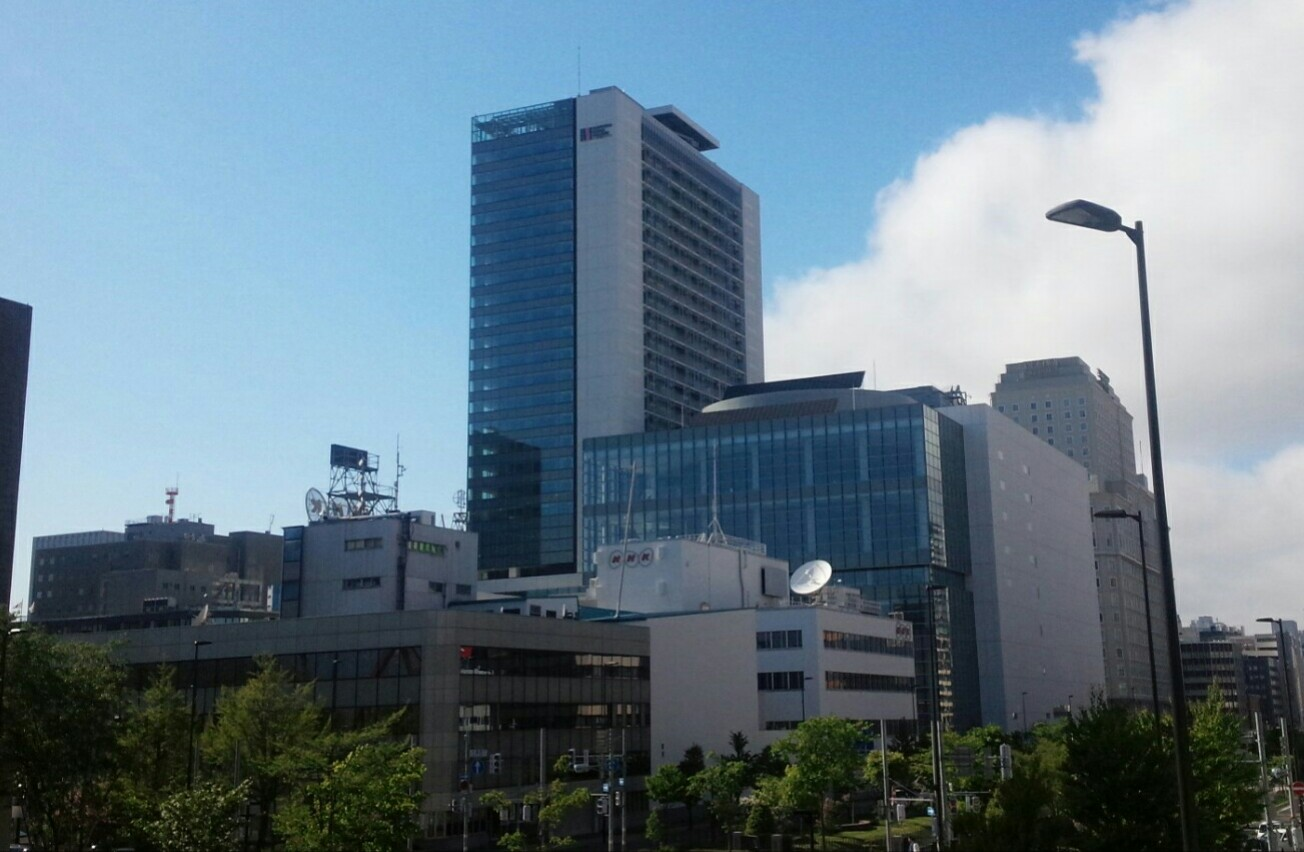
北海道テレビ放送
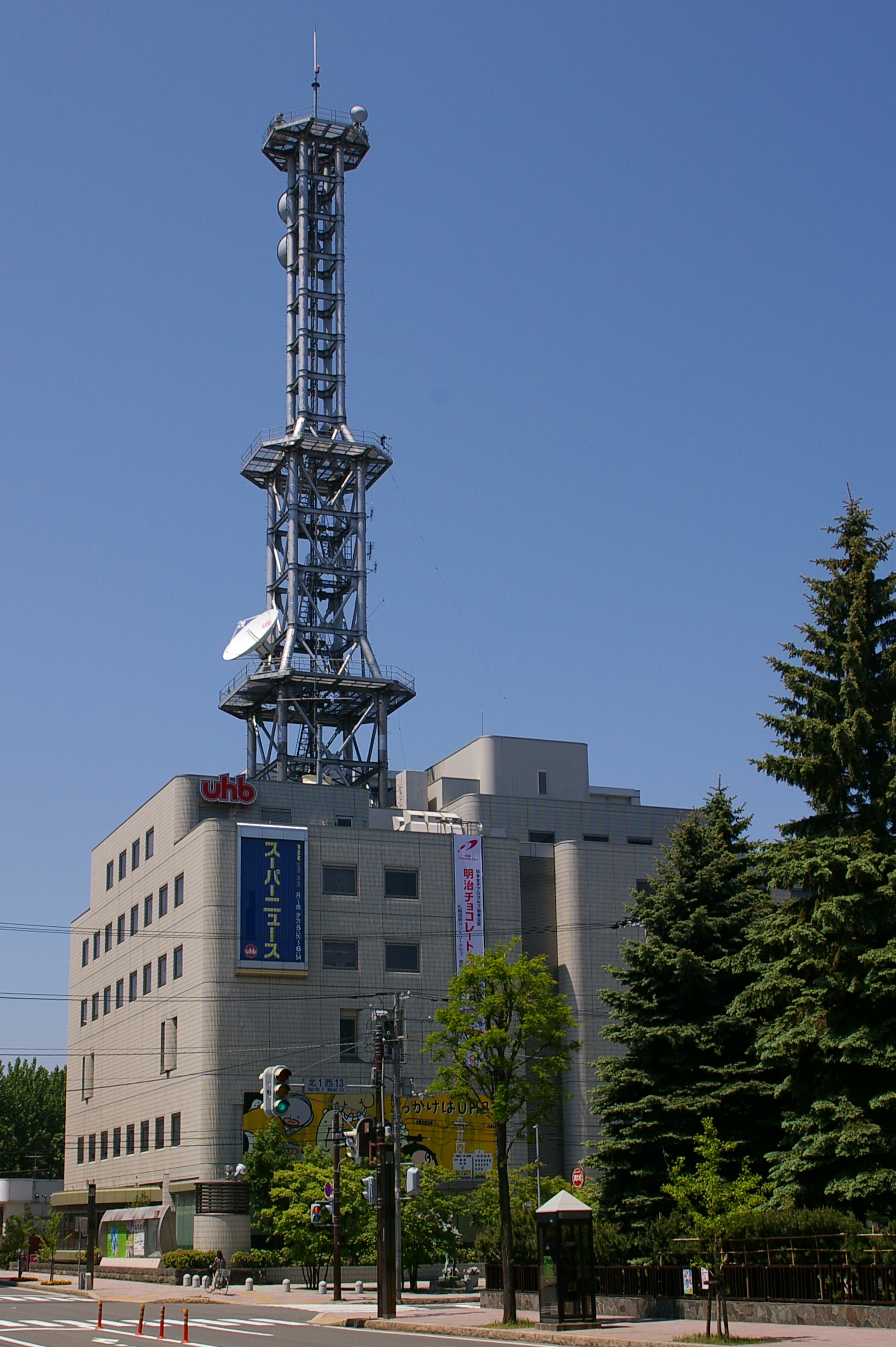
北海道文化放送
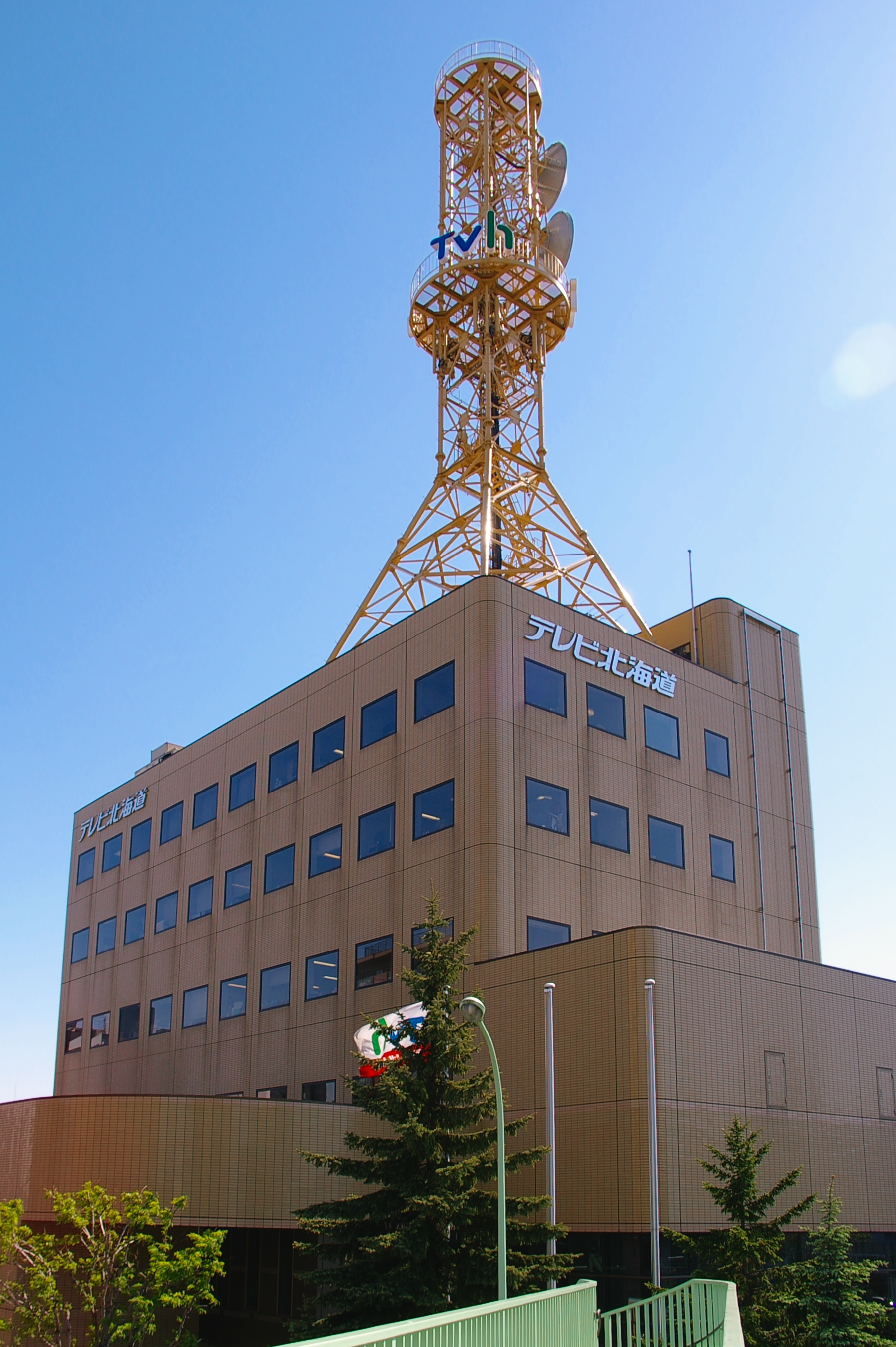
テレビ北海道

## 交通

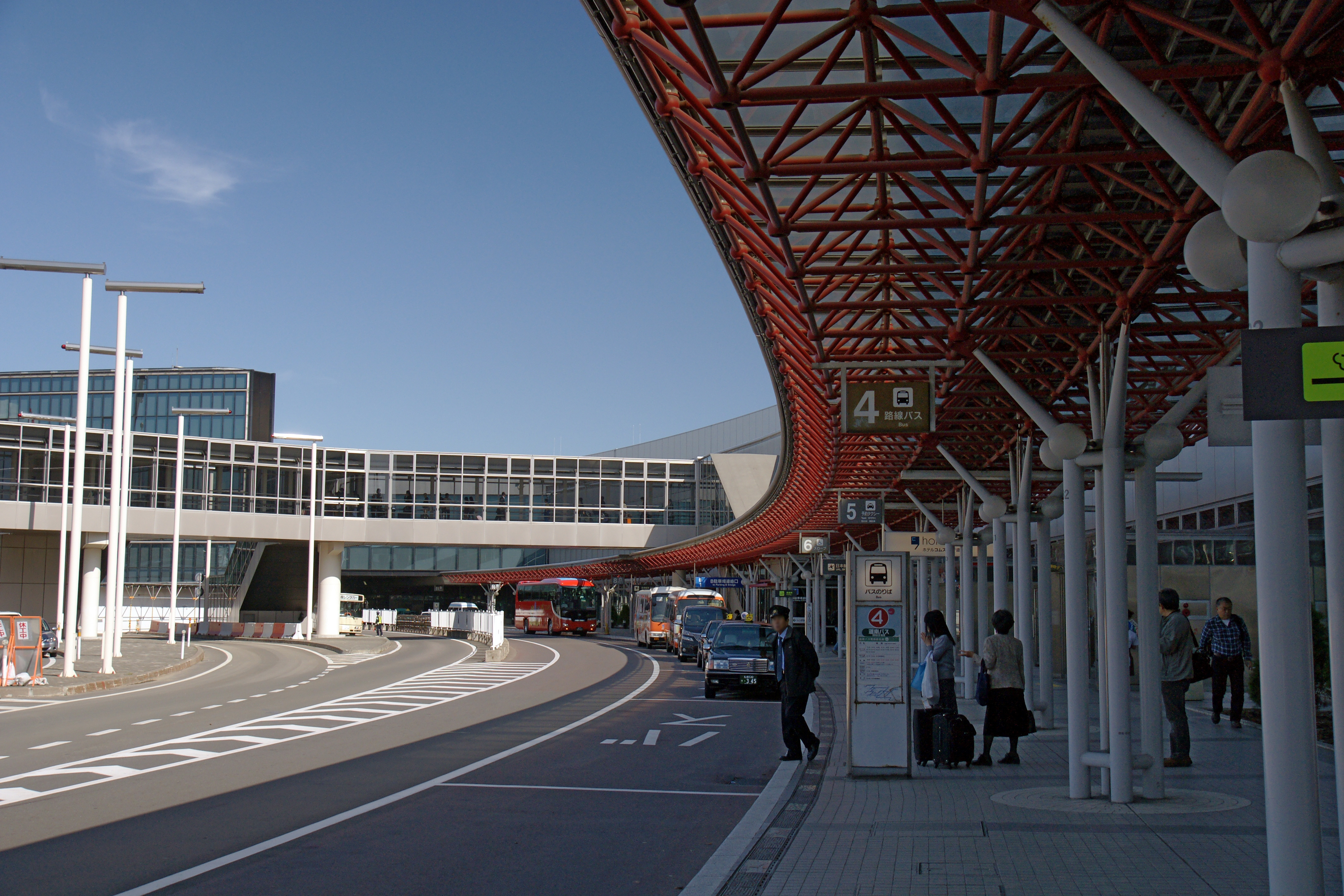
新千歳空港

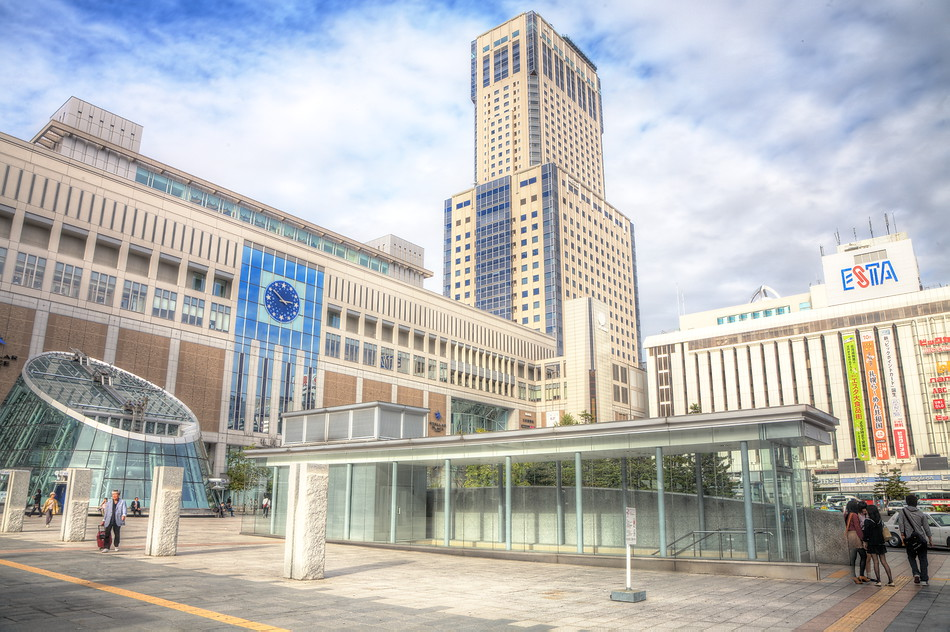
札幌駅

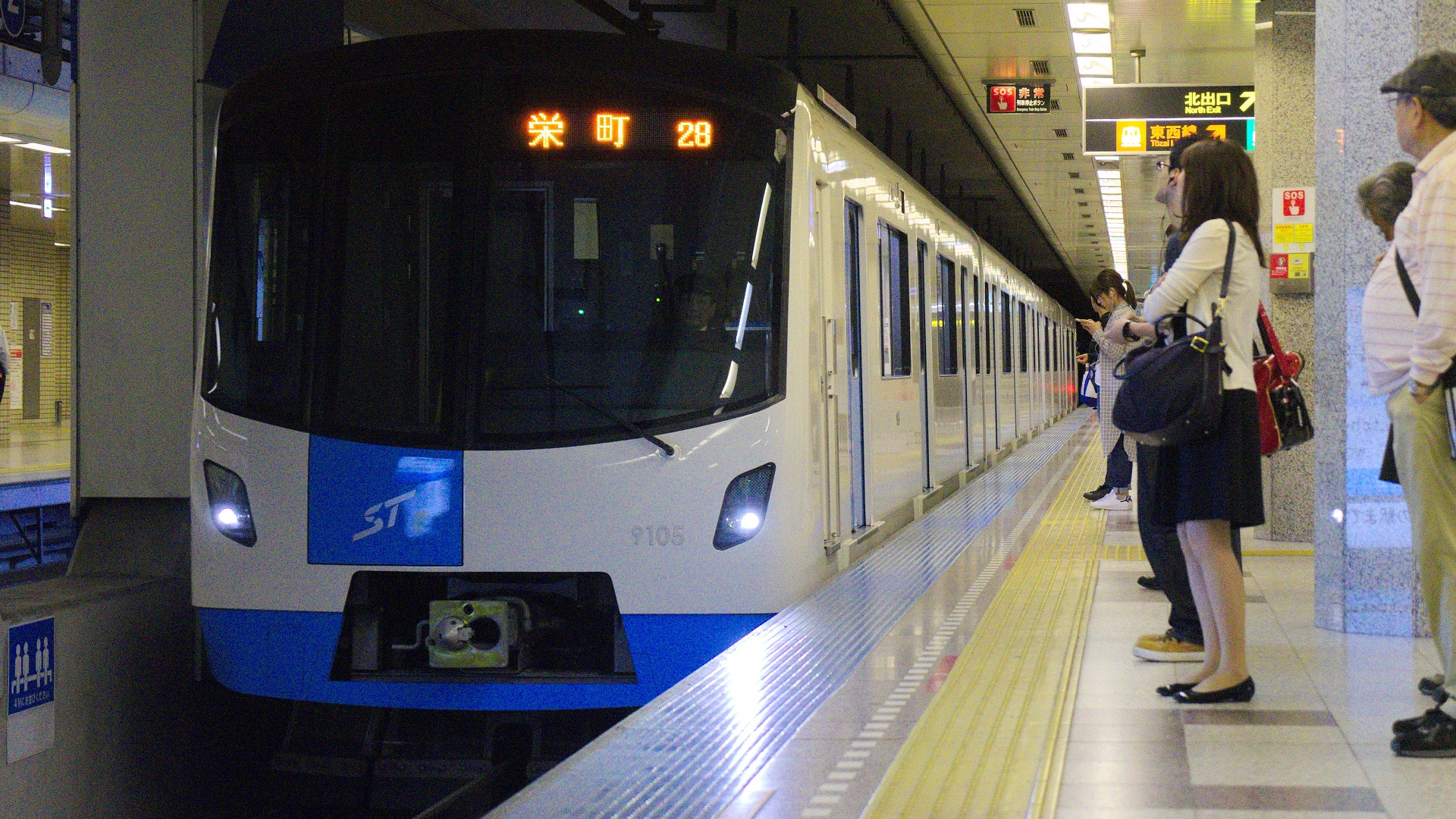
札幌市営地下鉄

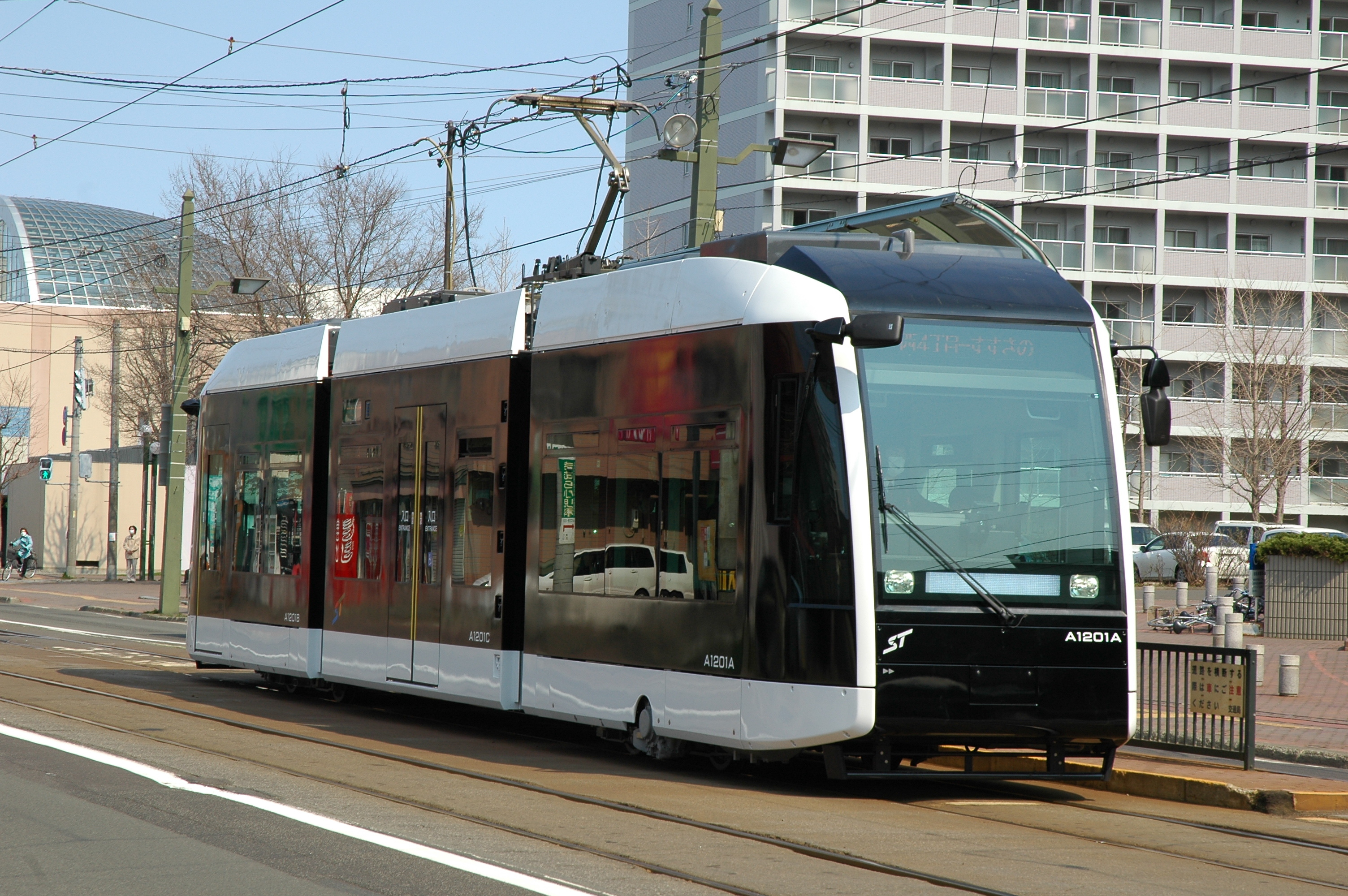
札幌市電

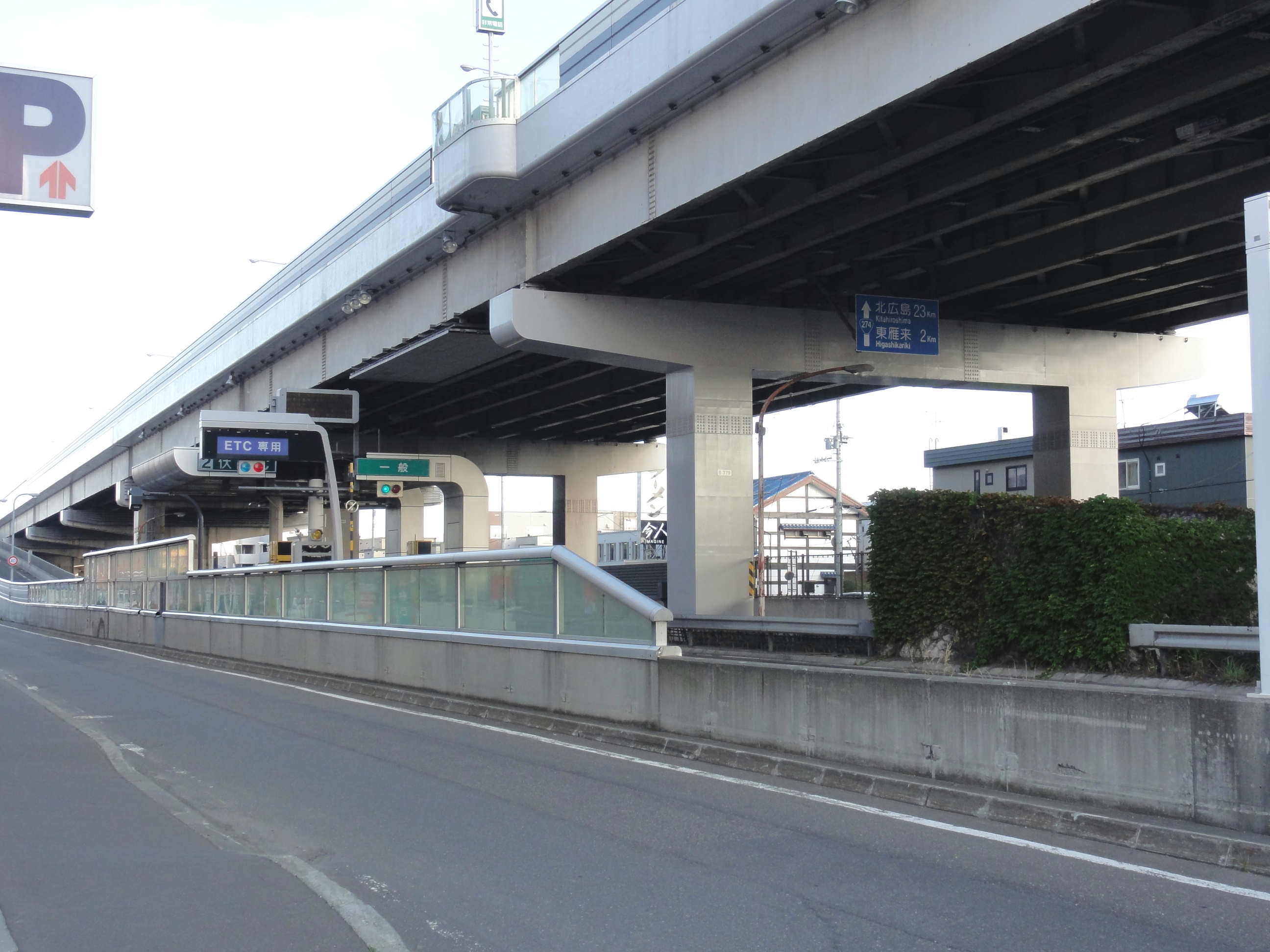
札樽自動車道

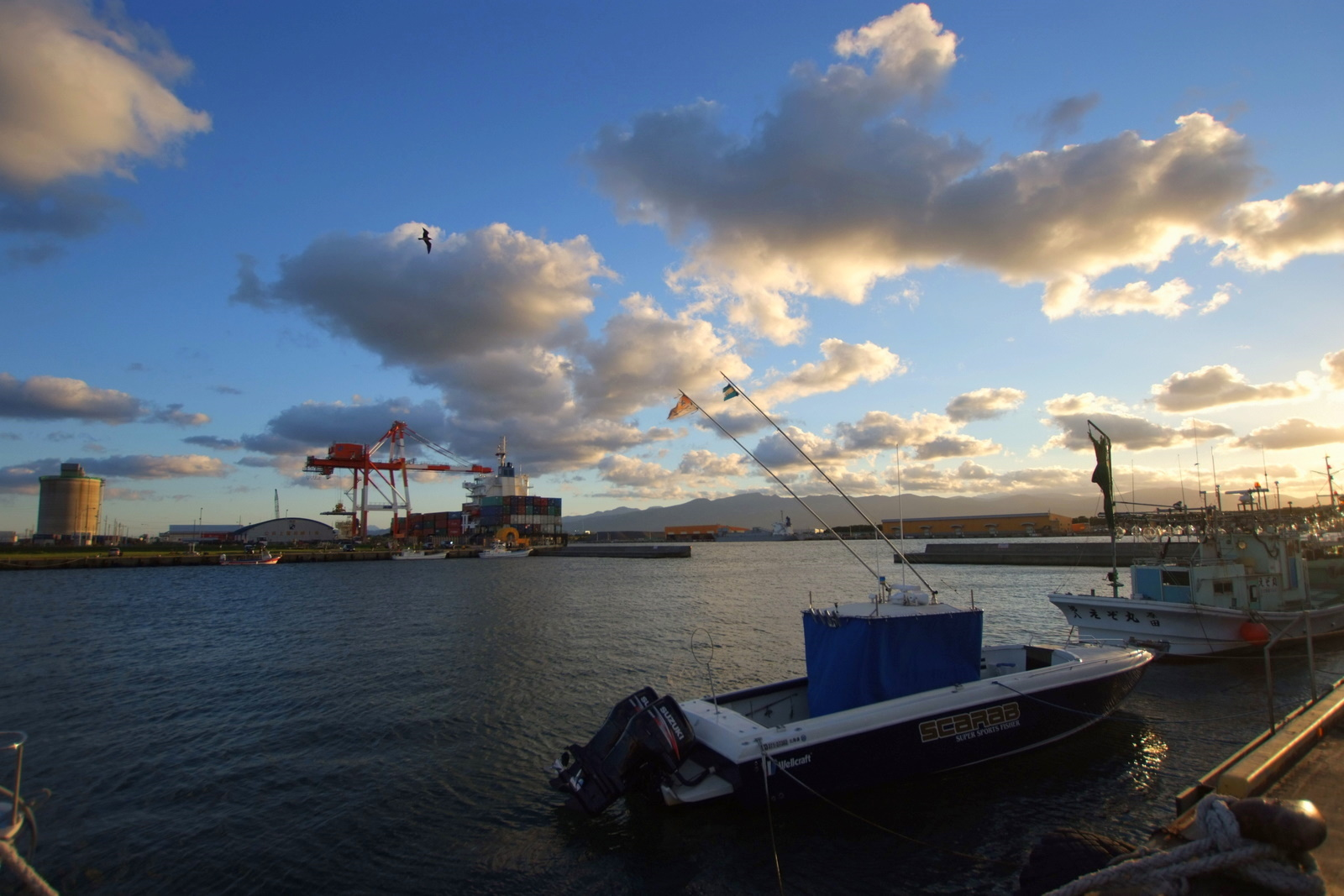
石狩湾新港

### 空路

#### 空港
- 新千歳空港
- 丘珠空港

### 鉄道

#### 鉄道路線
北海道旅客鉄道（JR北海道）
- ■函館本線
- ■千歳線
- ■札沼線（学園都市線）
- ■石勝線

#### 地下鉄
札幌市営地下鉄（札幌市交通局）
- 南北線
- 東西線
- 東豊線

### 軌道
札幌市電（札幌市交通局）
- 一条線、山鼻線、山鼻西線、都心線（この4線を通した1系統のみ）

### 道路

#### 高速道路
- E5道央自動車道
- E5A札樽自動車道
- E38道東自動車道

#### 国道
- 国道5号
- 国道12号
- 国道36号
  - 道の駅花ロードえにわ
- 国道230号
- 国道231号
- 国道234号
- 国道274号
- 国道275号
- 国道337号
  - 道の駅サーモンパーク千歳
- 国道453号

### 航路

#### 港湾
重要港湾
- 石狩湾新港（重点港湾・特定港）